# Gustav Lindh

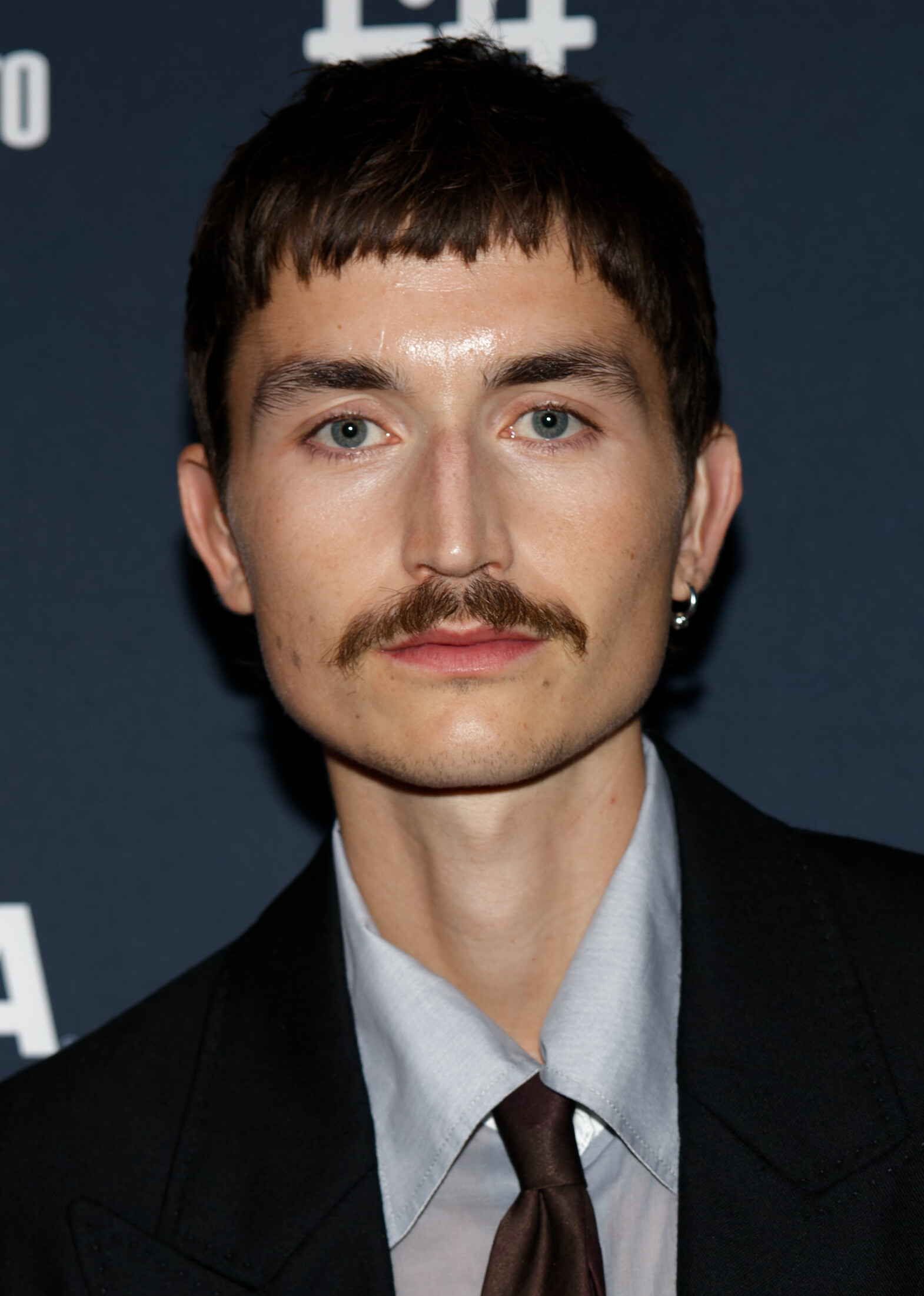
Gustav Lindh (2024)

Gustav Lindh (* 4. Juni 1995 in Västerås) ist ein schwedischer Schauspieler.

## Leben
Bereits während seiner Jugend stand Gustav Lindh auf der Theaterbühne. Im Alter von 15 bis 18 Jahren war er Teil der Amfora Produktion, eines Musiktheaters in seiner Heimatstadt Västerås. Mit 19 Jahren begann er ein Schauspielstudium an der Teaterhögskolan i Malmö, welches er 2017 nach drei Jahren erfolgreich abschloss. Bereits während dieser Zeit debütierte er 2015 in einer kleinen Nebenrolle als Elias Malmgren in dem von Levan Akin inszenierten Fantasy-Drama Zirkel.
Größere Bekanntheit erlangte er durch seine Darstellung des Jörgen Olsson in der Krimiserie Jordskott – Die Rache des Waldes. Seinen internationalen Durchbruch hatte er an der Seite der dänischen Schauspielerin Trine Dyrholm mit seiner Darstellung des Gustav in dem von May el-Toukhy inszenierten Drama Königin. In diesem spielt er den Stiefsohn der von Dyrholm verkörperten Anne, die ihn verführt. Für seine Darstellung wurde er für mehrere Preise nominiert und ausgezeichnet. So wurde er als Bester Nebendarsteller mit einem Bodil ausgezeichnet und als Bester Hauptdarsteller für einen Robert nominiert.

## Filmografie
- 2015: Zirkel (Cirkeln)
- 2015–2017: Jordskott – Die Rache des Waldes (Jordskott, Fernsehserie, 15 Folgen)
- 2016: Kommissar Beck – Die neuen Fälle (Beck, Fernsehserie, 1 Folge)
- 2016: Springflut (Springfloden, Fernsehserie, 7 Folgen)
- 2017: All Inclusive
- 2018: Maria Wern, Kripo Gotland (Maria Wern, Fernsehserie, zwei Folgen)
- 2019: Die Tage, an denen die Blumen blühen (De dagar som blommorna blommar)
- 2019: Königin (Dronningen)
- 2019: Einfach Liebe – Onlinedates und Neuanfänge (Serie)
- 2020: Helden der Wahrscheinlichkeit (Retfærdighedens ryttere)
- 2020–2023: Hidden Agenda (Top Dog, Fernsehserie. 13 Folgen)
- 2022: The Northman
- 2022: Diorama
- 2022: Burn All My Letters (Bränn alla mina brev)
- 2023: King’s Land (Bastarden)